# ザンジバル人民共和国

ザンジバル人民共和国
Jamhuri ya Watu wa Zanzibar (スワヒリ語)
جمهورية زنجبار الشعبية (アラビア語)

ザンジバル人民共和国（ザンジバルじんみんきょうわこく、スワヒリ語: Jamhuri ya Watu wa Zanzibar）は、ザンジバル革命の結果成立し、タンガニーカとの合併までの短期間存在した国家である。

## 歴史
ザンジバルは1963年12月10日、国王（スルターン）を戴く立憲君主国（ザンジバル王国）として独立したが、1964年1月12日に起こったザンジバル革命によって王政は崩壊。支配層は国外亡命し、革命を主導したアフロ・シラジ党（ASP）によってザンジバル人民共和国が設立され、アベイド・カルメ(en:Abeid Karume)議長が大統領に就任した。しかし、アラブ人が所有していた土地や産業の国有化を強引に推し進め、政策的に対立した国の大使を追放するなど、国内情勢は不安定であった。このような情勢の中、カルメ大統領は治安回復と称して対岸の隣国タンガニーカに警官隊投入を要請。同年4月26日にはタンガニーカと合併し、タンガニーカ・ザンジバル連合共和国（後のタンザニア連合共和国）が成立。ザンジバル人民共和国は100日足らずで消滅することになった。